# Теорія Погодіна — Соболевського
«Теорія Погодіна — Соболевського», «Гіпотеза Погодіна — Соболевського» — умовна назва історико-лінгвістичної гіпотези другої половини XIX ст. про великоросійський етнічний склад населення Середньої Наддніпрянщини за часів середньовічної Київської держави та неавтохтонність українців, які згідно з доведеннями московського історика М. Погодіна, підтриманими й розвинутими пізніше філологом О. Соболевським, прийшли на знелюднену територію Київщини з Карпатського регіону в післямонгольську добу, в XIV—XV ст.
Уперше гіпотеза про переміщення й заміну населення Наддніпрянщини була висловлена М. Погодіним у замітці «Записки о древнем языке русском. Письмо к И. И. Срезневскому» (що була надрукована тричі в провідних російських історичних журналах 1856 року). Автор доводив, що давньокиївські літописи були написані великоросіянами, і що в них немає нічого малоросійського (українського); а значить, «малоросіяни жили в Карпатах, як у своїй колисці» і заступили великоросіян, котрі в XII ст. переселилися на Північ, не принісши з собою «ніякого малоросійського впливу».
Із запереченнями такого шовіністичного погляду на заміну населення виступив професор Київського університету М. Максимович. Широка дискусія 1856-63 рр. велася на сторінках московського слов'янофільського журналу «Русская беседа», пізніше в петербурзькому українському журналі «Основа» та газеті «День» («Филологические письма к М. П. Погодину», 1856; «Ответные письма к М. П. Погодину», 1857; «О мнимом запустении Украины в нашествие Батыево и населении ее новопришлым народом», 1857; «Новые письма к М. П. Погодину. О старобытности малороссийского наречия», 1863). Твердження Погодіна підтримав філолог П. Лавровський («Ответ на письма г. Максимовича к г. Погодину о наречии малорусском»; «По вопросу о южно-русском языке», 1861), на сторону Максимовича пристав славіст О. Котляревський («Были ли малоруссы исконными обитателями Полянской земли или пришли из-за Карпат в XIV в.?», 1862).
Гіпотеза М. Погодіна отримала серйозне філологічне обґрунтування на високому науковому рівні й супровідну ідеологічну підтримку в працях визначного філолога-славіста О. Соболевського («Как говорили в Киеве в XIV и XV вв.», 1883, опубл. 1884 та 1888; «Очерки по истории русского языка», 1884; «Источники для знакомства с древнекиевским говором», 1885, «Лекции по истории русского языка», ч. 1, 1888; «Древнекиевский говор», 1905). О. Соболевський на основі вивчення діалектних особливостей східнослов'янських пам'яток XI—XIV ст. (особливо зауважуючи наявність так званого «нового ятя»), позначав усі древні пам'ятки, в яких помічав риси, характерні для української мови як «галицько-волинські», протиставивши їм «київські», в мовних особливостях яких убачав підтвердження гіпотези Погодіна про те, що Київщина до XV ст. говорила по-російському, а українці з'явилися на цій території пізніше з Галичини, Волині й Поділля.
У наступній гострій полеміці, в якій, зокрема, було з'ясоване історичне значення і поширення явища «нового ятя», брали участь провідні історики В. Антонович, М. Владимирський-Буданов, М. Грушевський, мовознавці П. Житецький («По поводу вопроса о том, как говорили в Киеве в XIV и XV веках», 1883, опубл. 1888), В. Яґич («Четыре критико-палеографические статьи», 1884; «Критические заметки по истории русского языка», 1889), О. Шахматов («К вопросу об образовании русских наречий и русских народностей», 1899; «Краткий очерк истории малорусского (українського) языка», 1916), Ю. Карський, С. Смаль-Стоцький. Більшість мовознавців виступали з ґрунтовною критикою положень Соболевського. Так, О. Шахматов зазначив, що «О. І. Соболевському пощастило визначити групу не галицько-волинських, а просто малоруських пам'яток, причому прямий висновок з його спостережень — це спроможність виводити історію малоруської мови далеко за XII вік».
Найзапеклішим опонентом Соболевського виступив фахівець зі східних мов А. Кримський («Филология и погодинская гипотеза», 1898, окр. вид. 1904; «Деякі непевні критерії для діалектологічної класифікації староруських рукописів», 1906; «Древнекиевский говор», 1906; «Украинская грамматика…», 1907). В «іконоборчому запалові» (Ю. Шевельов) Кримський відкидав практично всі міркування Соболевського, навіть безсумнівно підтверджені положення.
Дискусія XIX — початку XX ст. була тісно зв'язана з питанням походження східнослов'янських мов, що не могло бути розв'язане на доступному тоді матеріалі. Гіпотеза Погодіна-Соболевського втратила ідеологічне значення й полемічну гостроту після українських Визвольних змагань 1917-20-х рр. і розпаду Російської імперії.
Гіпотеза Погодіна згодом була остаточно спростована археологічними дослідженнями, зокрема на території Києва — розкопки не виявили ніякої різкої зміни побуту та способу життя населення після монгольської навали — лише поступову еволюцію.